# Sarcoxie (Missouri)
Sarcoxie – miasto w Stanach Zjednoczonych, w stanie Missouri, w hrabstwie Jasper.